# Hoplosathe brevistyla
Hoplosathe brevistyla är en tvåvingeart som beskrevs av Lyneborg och Zaitzev 1980. Hoplosathe brevistyla ingår i släktet Hoplosathe och familjen stilettflugor.
Artens utbredningsområde är Iran. Inga underarter finns listade i Catalogue of Life.